# 고원생대
고원생대(古原生代, Paleoproterozoic)는 원생누대의 첫 번째 시대로, 25-10억년 사이에 있는 지질시대이다. 대륙이 처음으로 안정화되었다.
약 18억년 전의 지구는 1년에 약 450회 자전했으며, 하루는 현재 기준으로 20시간에 해당한다.